# Pardosa yadongensis
Pardosa yadongensis är en spindelart som beskrevs av Hu och Li 1987. Pardosa yadongensis ingår i släktet Pardosa och familjen vargspindlar. Inga underarter finns listade i Catalogue of Life.